# Uczelnia publiczna

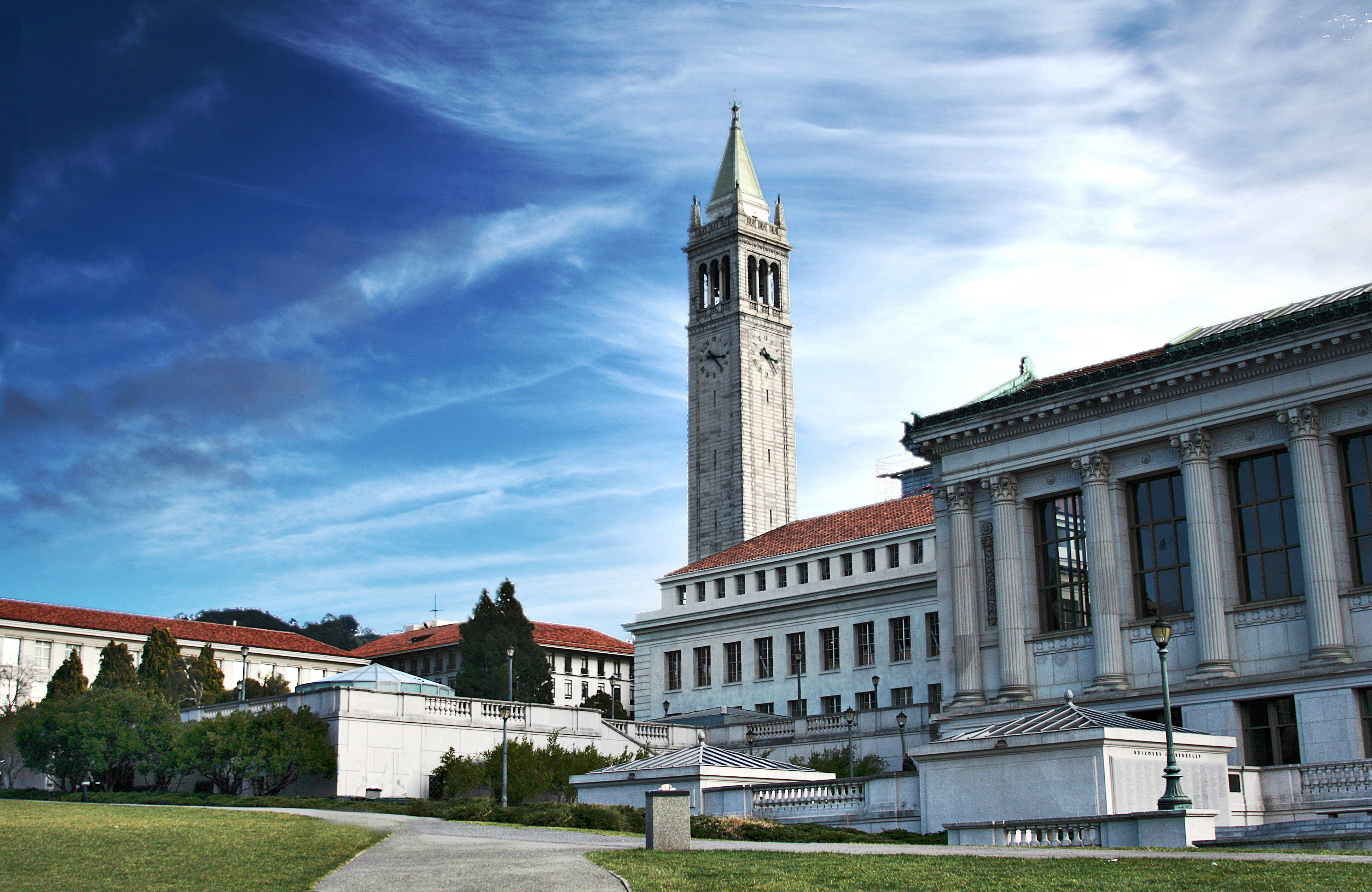
Uniwersytet Kalifornijski w Berkeley, przykład uczelni publicznej

Uczelnia publiczna – uczelnia utworzona przez państwo reprezentowane przez właściwy organ władzy lub administracji publicznej.